# Carabiniers de la Garde impériale
Le régiment de carabiniers de la Garde impériale est une unité militaire française, faisant partie de la Seconde Garde impériale de 1865 à 1871.

## Garnisons, campagnes et batailles
Le régiment est formé par fusion des 1er et 2e régiments de carabiniers.
Le régiment des carabiniers de la Garde est successivement caserné à Melun, Saint-Germain-en-Laye et Compiègne.
- Guerre franco-allemande de 1870 : 
  - Bataille de Saint-Privat
  - Siège de Metz (1870)
  - Bataille de Beaune-la-Rolande (1 escadron)